# Mark Gustafson
Mark Gustafson (* 19. September 1959; † 1. Februar 2024) war ein US-amerikanischer Filmregisseur, Drehbuchautor und Animator.

## Leben
Gustafson wurde 1959 geboren und stieg mit der Fernsehserie Die kalifornischen Rockrosinchen in die Filmbranche ein. In der Folge schrieb er die Drehbücher und arbeitete als Animator für die Claymation-Kurzfilme, wobei er für Claymation Easter 1992 einen Emmy erhielt. Dann erhielt er 1999 einen Annie-Sonderpreis. Im Jahr 2022 arbeitete er an Guillermo del Toros Pinocchio, wobei er die Arbeit mit dem gleichnamigen Regisseur als angenehm wahrnahm aufgrund ähnlicher Vorstellungen. Für den Film wurde er mit dem Oscar in der Kategorie Bester Animationsfilm ausgezeichnet. Er starb am 1. Februar 2024.

## Filmografie (Auswahl)

### Drehbücher
- 1989: Die kalifornischen Rockrosinchen (The California Raisin Show, Fernsehserie)
- 1991: Claymation-Horrorkomödie (Claymation Comedy of Horrors, Kurzfilm)
- 1992: Claymation Easter (Fernsehspecial)
- 1994: Mr. Resistor (Kurzfilm)
- 1997: Bride of Resistor (Kurzfilm)
- 2004: Joe Blow (Kurzfilm)

### Regie
- 1999: Hausmeister Stubbs (The PJs, Fernsehserie)
- 2003: Ananda (Kurzfilm)
- 2022: Guillermo del Toros Pinocchio (Guillermo del Toro’s Pinocchio)

## Auszeichnungen (Auswahl)
- 1992: Emmy in der Kategorie Outstanding Animated Program für Claymation Easter
- 1994: Annie-Award-Nominierung in der Kategorie Best Individual Achievement for Creative Supervision in the Field of Animation für Mr. Resistor
- 1999: Annie Award in der Kategorie Best Individual Achievement for Creative Supervision in the Field of Animation für Hausmeister Stubbs
- 2023: Annie Award in der Kategorie Outstanding Achievement for Directing in an Animated Feature für Guillermo del Toros Pinocchio
- 2023: BAFTA in der Kategorie Bester Animationsfilm für Guillermo del Toros Pinocchio
- 2023: Oscar in der Kategorie Bester Animationsfilm für Guillermo del Toros Pinocchio